# Lily Brett
Lily Brett (született Lilijahne Brajtsztajn; 1946. szeptember 5-én) ausztrál regényíró, esszéista és költő. 1948-tól 1968-ig North Carltonban, majd Elwood (Melbourne)/Caulfieldben (Melbourne külvárosa) élt, 1968-1971 között Londonban, 1971-1989 között Melbourne-ben, majd végleg New Yorkba költözött. Ausztráliában popzenei újságíróként kezdte pályafutását, többek között 1966 májusától 1968 szeptemberéig a Go-Set című zenei magazinnak írt. 1979-től kezdett verseket, prózai fikciókat és tényirodalmat írni. Holokauszt-túlélők lányaként műveiben a családi életet ábrázolja, többek között a Melbourne-ben és New Yorkban élőket. Négy fikciós regénye: Things Could Be Worse (1990), Just Like That (1994), Too Many Men (2001) és You Gotta Have Balls (2005). Az Ausztrália Rendje kitüntetés Érdemérem fokozatának (Medal of Honor, OAM) birtokosa.   

## Fiatalkora
Szülei, Max (született Mojsze Brajtsztajn, 1916) és Rose (született Rozka Szpindler, 1921-1986 körül) a lengyelországi Łódźban éltek a második világháború kitörése előtt. A háború alatt több mint öt évig élték túl a náci uralmat, többek között a megszállt Lengyelországban a lódzi gettóba zárták őket, ahol összeházasodtak, majd az auschwitzi koncentrációs táborba vitték őket, ahol végül elválasztották őket egymástól. Miután 1945 májusában véget ért az európai háború, hat hónapba telt, mire a pár egymásra talált. Brett Luba Brajsztajn (németesített nevén Lilijahne Breitstein) néven született 1946-ban a németországi Feldafingban, a bajorországi kitelepítettek táborában.
Kétéves volt (1948), amikor szülei elhagyhatták Németországot és kivándoroltak az ausztráliai Melbourne-be. Később így emlékezett vissza: „North Carltonban nőttem fel, tudva, hogy katasztrófa történt, de a szüleim csak furcsa töredékeket árultak el. Aztán elkezdtem olvasni a holokausztról, és azóta sem hagytam abba”. Kisebbik nővére, Doris Brett 1950-ben született, később klinikai pszichológus lett. Rosa „egy varrógép mögött dolgozott egy gyárban”. Brett a melbourne-i Egyetemi Gimnáziumba járt, de nem érettségizett – két érettségi vizsga helyett megnézte Hitchcock Psycho című filmjét.

## Pályafutása
1966-ban Brett sikeresen jelentkezett zenei újságírónak a Go-Set című popzenei hetilaphoz, és májusban ő váltotta az alapító cikkírót, Doug Panther-t. Később így reflektált: „A karrierem megmagyarázhatatlan, és ez egy olyan pálya, amit senkinek sem kellene követnie! Alapvetően azzal kezdődik, hogy 18 évesen nem voltam hajlandó egyetemre menni, mert a szüleim csak ezt akarták tőlem, és azt, hogy karcsú legyek. Szóval szembeszálltam mindkét kívánsággal. Anyám azt mondta, hogy munkát kell szereznem, ami megdöbbentett. Egy új újság nyílt Ausztráliában, a Go-Set, és besétáltam az irodába, és másnap már dolgozni kezdtem. Nem hiszem, hogy ez ma megtörténhetne.” A lap szerkesztője Tony Schauble volt, és a Go-Set munkatársa, Colin Beard fotósa szerint „[Brett] többször is járt Schauble-nál, és kedvező benyomást tett rá, és ami még fontosabb, volt autója, ami vonzó ösztönző volt arra, hogy alkalmazza őt”. Az írótársak között volt Vince Lovegrove, Molly Meldrum, Ed Nimmervoll és Stan Rofe. 1966 novemberében Brett interjút adott a The Go!! Show-ban, egy victoriai popzenei műsorban, amelynek házigazdája Johnny Young (szintén popénekes) volt. Young így jellemezte Brett stílusát: „Úgy tűnt, hogy őszintén érdeklődött a popsztárok iránt, akikkel interjút készített, de néha megfélemlítő is tudott lenni”.
1967 januárjában Brett és Beard az Egyesült Királyságba utazott a Go-Set-re, „ahol megtapasztalták a swing élőzenei színteret”. Beard szerint „eleinte nem sok ötlete volt, hogy mit írjon, de végül kialakította saját stílusát, amely sokkal személyesebb és bensőségesebb volt, mint Doug Panther-é. A Go-Setben megjelent írásaiból kiderült, hogy képes volt segíteni a zenészeknek, hogy megnyugodjanak, és ezáltal többet árultak el neki, mint Panther-nek.” Munkájának eredményeképpen »az ausztrál tinédzserek először látták, hogy két ausztrál, akit ismernek, [tudósít az angol zenei színtérről]«. Ezután a páros Amerikába utazott, hogy tudósítson a Monterey Nemzetközi Popfesztiválról (1967. június közepe), majd visszatértek Ausztráliába. 2014-ben Brett Lola Bensky című regényében megjelentette az Egyesült Királyságban és az Egyesült Államokban töltött időszakáról szóló fiktív beszámolóját, amely tartalmazza találkozásait Jimi Hendrixszel, Jim Morrisonnal, Mick Jaggerrel, Janis Joplinnal és Lillian Roxonnal. Nem sokkal Ausztráliába való visszatérése után Brett feleségül ment Rob Lovetthez (a Loved Ones volt gitárosához), és a párnak két gyermeke született. Később elváltak, és hozzáment David Rankin festőművészhez.
Brett rendszeresen szerepelt az Uptight című műsorban, az egyik első, a popzenének szentelt heti országos televíziós műsorban, amelyet 1967 októberétől 1969-ig négy órán át sugároztak szombat délelőttönként. Miközben a Go-Set-nél dolgozott, 1968 elején egy újonnan alakult férfi soul énekes trió, a Virgil Brothers zenekari menedzsere lett, a The Walker Brothers mintájára. Az eredeti felállás az akkori partnere, Lovett, Mick Hadley (ex-Purple Hearts) és Malcolm McGee (ex-Python Lee Jackson) volt. Májusban Hadley távozott, és helyére Peter Doyle került. Az együttes három kislemezt adott ki: „Temptation's 'Bout to Get Me” (1968. június), „Here I Am” (szeptember) és „When You Walk Away” (1969. szeptember). A harmadik kislemez megjelenése előtt az Egyesült Királyságba költöztek, ahol később feloszlottak.
Brett 1968 szeptemberéig dolgozott a Go-Set-nél, „teljesebb munkára vágyott, emellett családalapítás előtt állt, így a Go-Set Publications által fizetett alacsony bérnél jobb jövedelemre volt szüksége”. Távozása után Meldrum átvette az interjúkon alapuló „Pop Speak Out” rovatát, azonban „Meldrumnak nem volt meg Brett képessége arra, hogy személyre szabja rovatát, vagy hogy rávegye a hírességeket mélyebb információk közlésére; ráadásul hiányzott belőle a Panther műveltsége is”. Go-Set munkájának másik aspektusa a lemezkritikák voltak, amelyeket Nimmervoll vett át, ő „leíróbb, ismeretterjesztőbb és történelmileg összehasonlítóbb volt, mint Brett kritikái. A rendelkezésre álló korlátozott rovathelyen Nimmervoll megragadta a felvétel jelentőségét és helyét a rockzene történetében”. 1969 januárjában a Gas második számában (a Go-Set melléklete) jelent meg címlapsztorija Johnny Farnhamről. A neves akadémikus, Samuel Fell elmagyarázza, hogy 1967-ben Londonba, New Yorkba, Los Angelesbe és Montereybe utazva, és interjúkat készítve a világ vezető popsztárjaival, köztük Jimi Hendrixszel, Janis Joplinnal és Mick Jaggerrel, Lily Brett véget vetett a kulturális elszigeteltség és a lényegtelenség érzésének, amely a hatvanas évek fiatal ausztrál generációját jellemezte. Egy új kultúrát osztott meg, a zenét, a nyelvet, a hozzáállást és a divatot. ""
1979-től újra elkezdett írni: verseket, prózát és nem-fikciós műveket. 1986-ban adta ki első verseskötetét The Auschwitz Poems címmel, amelyet Rankin rajzai illusztráltak. Számos díjat nyert, az Auschwitz-versek elnyerte a Victorian Premier's Prize for Poetry irodalmi díját: Dennis-díj a költészetért 1987-ben. A „Luba” című novelláját 1988-ban benevezték a National Short Story of the Year versenyre, és tiszteletbeli elismerésben részesült. A cikket a The Canberra Times, a verseny egyik szponzora, decemberben jelentette meg. A következő évben Brett Melbourne-ből New Yorkba költözött Rankinnel.
Első szépirodalmi műve, a Things Could Be Worse 1990-ben jelent meg. Stephanie Green, a Canberra Times munkatársa áprilisban úgy jellemezte, hogy „önálló [történetek], amelyek mind egy csoport zsidó bevándorlóról szólnak, akik a második világháború után Melbourne-ben élnek. A szereplők közösséget alkotnak, igyekeznek boldogulni egy új földön, elhárítják a háború emlékeit, és az évszázados kitelepítés ellenére is ragaszkodnak ahhoz, hogy mit jelent zsidónak lenni”. Green kritikustársa, Helen Elliott úgy érezte, hogy a Just Like That (1994) megmutatta, hogy „A vicc, és ennek a zseniális regénynek az egész komolysága abban rejlik, ahogyan Brett generációk gyötrelmeit művészetté változtatta... [és] megteremtett egy szokatlanul kedves nőt [Ester Zepler, a főhősnő], aki tele van vidámsággal, tartózkodik a szorongástól, képes a rosszindulatra és tele van szeretettel”.
Ötödik és legünnepeltebb regénye, a Too Many Men 2001-ben jelent meg. A Publishers Weekly munkatársa úgy vélte, hogy „a legnehezebb hatást kelteni a fikcióban egy olyan vízió, amely egyszerre gyengéd, mélyen komikus, és mégis tudatában van az élet végső szomorúságának, a lachrymae rerum, a dolgok könnyeinek. Brettnek ez diadalmasan sikerült.” A Too Many Men 2000-ben elnyerte a Nemzetközösségi írói díjat a délkelet-ázsiai és dél-csendes-óceáni régió legjobb könyvének járó elismerést. Következő regénye, a You Gotta Have Balls (2005) a harmadik, amelyben Ruth Rothwax és apja, Edek szerepel. Helen Greenwood a Sydney Morning Heraldtól úgy találja, hogy „Brett maga is bátor úton halad az öröm felé, a kétségbeesés ösvényei helyett, ami nem könnyű út egy született aggódónak. Ennek érdekében mellőzi művének egyik főszereplőjét, a holokausztot, és a könyv ettől még kevesebbet ér.” A könyv jelentős sikert aratott, különösen Európában, számos nyelvre lefordították, Németországban nagyszabású színházi előadás készült belőle, és jelenleg is turnézik Európában. A You Gotta Have Balls színpadi adaptációját, amelynek címe németül Chuzpe, Otto Schenk főszereplésével 2012 novemberében mutatták be a bécsi Kammerspiele Színházban, majd később a Münchner Kammerspiele színpadán (2014), 2016-ban pedig a Theater am Kurfürstendammban játszották.
A Lola Bensky (2013), Brett hetedik regénye a Miles Franklin-díj jelöltjei közé került, és 2014-ben Franciaországban elnyerte a Prix Medicis étranger díjat. Brett tíz verseskötetet, négy esszégyűjteményt és hét regényt publikált. Emellett számos újságban és irodalmi kiadványban publikált, többek között a Die Zeit, a The Australian, a Die Welt, a Libération, a The Sydney Morning Herald, a The Age, a Frankfurter Allgemeine Zeitung hasábjain és cikkeiben. Lily Brett portréja a canberrai National Portrait Galleryben látható.
A Too Many Men filmadaptációját „Treasure” címmel Julia von Heinz rendezte, a főszerepekben Lena Dunham és Stephen Fry látható. A Treasure világpremierje a 74. Berlini Nemzetközi Filmfesztiválon, amerikai premierje pedig a Tribeca Filmfesztiválon volt 2024. június 8-án.

## Bibliográfia

### Fikció
- "Luba" (short story, 28 December 1988)[20]
- Things Could Be Worse (1990)
- What God Wants (1992)
- Just Like That (1994)
- Collected Stories (1999)
- Too Many Men (2001)
- You Gotta Have Balls (2005)
- Lola Bensky (2013)
- Treasure (2024) – movie tie-in edition

### Non-fiction
- In Full View (1997) Macmillan Australia ISBN 978-0-7329-0895-9
- New York (2001) Picador Australia ISBN 978-0-330-36245-0
- Between Mexico and Poland (2002) Picador Australia ISBN 978-0-330-36386-0
- Only in New York (2014) Suhrkamp ISBN 978-3-518-46869-2
- Only the others are old (2020) Suhrkamp ISBN 978-3-518-42946-4
- Old Seems To Be Other People (2021) Penguin Random House ISBN 978-1-761-04234-8

### Költészet
- Brett, Lily & Rankin, David (1986), The Auschwitz poems, Brunswick, Vic: Scribe, ISBN 978-0-908011-10-0
- Brett, Lily & Rankin, David (1987), Poland and other poems, Brunswick, Vic: Scribe, ISBN 978-0-908011-13-1[30]
- Brett, Lily & Rankin, David (1990), After the war: poems, Carlton, Vic: Melbourne University Press, ISBN 978-0-522-84415-3[31]
- Unintended Consequences (1992)
- In Her Strapless Dresses(1994) Picador Australia ISBN 978-0-330-35589-6
- Mud in My Tears (1997) Picador Australia ISBN 978-0-330-36011-1
- Poems by Lily Brett (2001) Picador Australia ISBN 978-0-330-36291-7
- Blistered Days (2007) Picador Australia ISBN 978-0-330-42287-1
- Liebesgedichte (Love Poems) (2008)
- Wenn Wir Bleiben Könnten (If We Could Stay) (2014)

## Díjak és jelölések
- 1986 – Mattara Poetry Prize – "Poland"
- 1987 – Victorian Premier's Literary Awards: C. J. Dennis Prize for Poetry – The Auschwitz Poems
- 1992 – The Steele Rudd Award for What God Wants
- 1995 – New South Wales Premier's Literary Awards, Christina Steadman Prize for Fiction for Just Like That
- 2000 – Commonwealth Writers' Prize in 2000 for the Best Book from the South-East Asia and South Pacific Region- Too Many Men
- 2000 – Too Many Men short-listed for the Miles Franklin Award
- 2013 – Lola Bensky short-listed for the Miles Franklin Award
- 2014 – Lola Bensky Prix Médicis étranger (France)
- 2021 – Medal of the Order of Australia in the 2021 Queen's Birthday Honours, for "service to literature as a writer".[32]

## Fordítás
- Ez a szócikk részben vagy egészben  a   Lily Brett című angol Wikipédia-szócikk fordításán alapul.  Az eredeti cikk szerkesztőit annak laptörténete sorolja fel. Ez a jelzés csupán a megfogalmazás eredetét és a szerzői jogokat jelzi, nem szolgál a cikkben szereplő információk forrásmegjelöléseként.